# جادوگران آبی

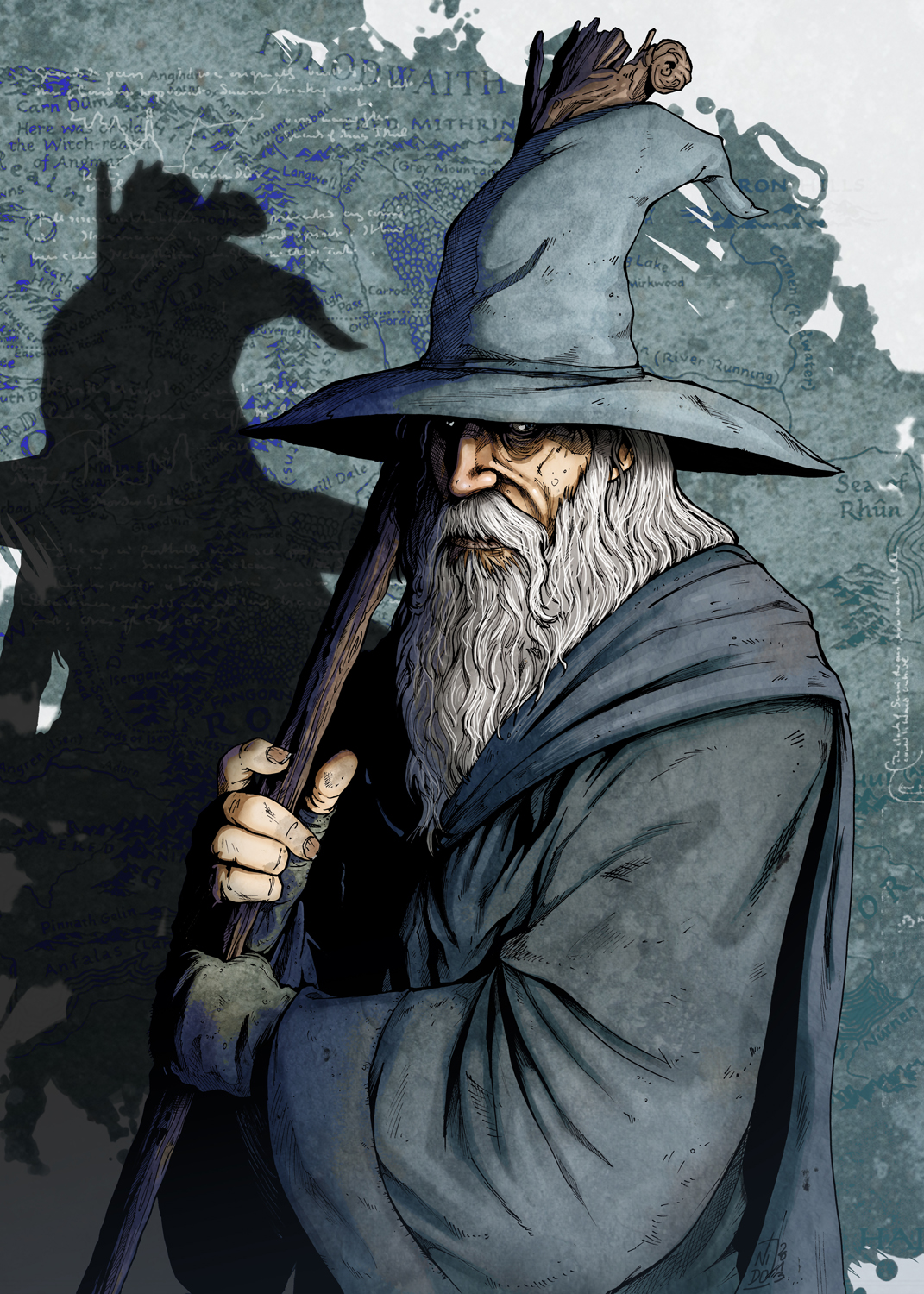
Wizards like گندالف were مایا but took the form of انسان.

جادوگران آبی شخصیت‌هایی تخیلی در رشته‌افسانه تالکین است.
جادوگر آبی لقب آلاتار و پالاندو است؛ یعنی دو جادوگر از پنج جادوگری که والار برای یاری به نزاع علیه سائرون به سرزمین میانه فرستاد.
آلاتار و پالاندو جزو اولین جادوگرانی بودند که در دوره سوم وارد سرزمین میانه شدند، آنها با سارومان برای انجام مأموریتی به شرق دور و سرزمین میانه رفتند.
هنگامی که آلاتار و پالاندو به سرزمین میانه رسیدند، جامه‌هایی به رنگ آبی به تن کردند. به همین دلیل، به آنها لقب ایترین لوین، جادوگران آبی داده شد.
پالاندو یکی از ۵ جادوگری بود که به فرمان ایلوواتار برای نابود کردن سائرون به سرزمین میانه فرستاده شد در ابتدا قرار بود به جای ۵ جادوگر ۳ جادوگر به نام‌های کورونیر (سارومان) اولورین (گندالف) و آلاتار فرستاده شوند اما یاوانا سارومان را مجبور کرد راداگاست را با خود به سرزمین میانه ببرد و آلاتار هم پالاندو که دوست خود بود را با خود برد لباس پالاندو آبی رنگ بود شاید به این خاطر که لباس آلاتار هم آبی بود. پالاندو از مرموزترین شخصیت‌ها است و اطلاعات زیادی از او در دست نیست.